# Mickey Elick
Mickey Elick (* 17. März 1974 in Calgary, Alberta) ist ein ehemaliger kanadisch-österreichischer Eishockeyspieler.

## Karriere
Elick begann seine Karriere bei den Calgary Royals in der Alberta Junior Hockey League. Seit 1992 spielte er im Team der University of Wisconsin, den „Wisconsin Badgers“, mit der er in der US-amerikanischen Collegeliga Western Collegiate Hockey Association spielte, die er mit seinem Team 1995 gewinnen konnte. Während des NHL Entry Draft 1992 wurde er von den New York Rangers in der achten Runde an insgesamt 192. Position ausgewählt. Nachdem er im Sommer 1996 sein Studium beendet hatte, wechselte er in die East Coast Hockey League zu den Charlotte Checkers. Im gleichen Jahr absolvierte er zudem eine Partie in der American Hockey League für die Binghamton Rangers, dem damaligen Farmteam der New York Rangers.
In der Folgezeit wechselte der gelernte Verteidiger mehrmals den Verein und spielte unter anderem 1997 in der Deutschen Eishockey Liga für die Landshut Cannibals. Nach einem weiteren Engagement in der AHL bei den Saint John Flames, kehrte er 1999 in die DEL zurück und unterschrieb einen Einjahresvertrag bei den Krefeld Pinguinen. Der Vertrag wurde am Ende der Spielzeit 1999/2000 nicht verlängert. Nach weiteren Stationen bei der Düsseldorfer EG und den Augsburger Panthern, schloss er sich 2002 den Kölner Haien an. In Köln konnte er nicht überzeugen und wechselte daraufhin nach einer Zwischenstation beim EHC Linz zur Saison 2005/06 zum EC Villacher Sportverein, mit dem er 2006 österreichischer Meister wurde. 2010 verließ er die Kärntner in Richtung EC Dornbirn, für den er in der zweitklassigen Nationalliga spielte und wo er 2012 seine Karriere beendete.

### International
Nach seiner Einbürgerung debütierte der gebürtige Kanadier Elick am 11. Februar 2010 beim 4:3-Erfolg im Freundschaftsspiel gegen Frankreich im italienischen Asiago in der österreichischen Nationalmannschaft, für die er an der Weltmeisterschaft 2010 in der Division I teilnahm und den Aufstieg in die Top-Division erreichte.

## Erfolge und Auszeichnungen
- 1995 Gewinn der Western Collegiate Hockey Association mit den Wisconsin Badgers
- 1997 Teilnahme am ECHL All-Star Game
- 1997 Spengler-Cup-Gewinn mit dem Team Canada
- 2006 Österreichischer Meister mit dem Villacher SV

### International
- 2010 Aufstieg in die Top-Division bei der Weltmeisterschaft der Division I, Gruppe A